# أدريان ريفيرا بيريز
أدريان ريفيرا بيريز (بالإسبانية: Adrián Rivera Pérez)‏ هو سياسي مكسيكي، ولد في 8 يوليو 1962 في مدينة مكسيكو في المكسيك. حزبياً، نشط في حزب العمل الوطني. وقد انتخب عضو مجلس الشيوخ من المكسيك وانتخب عضو مجلس النواب المكسيك.